# Lintao
Der Kreis Lintao (chinesisch 临洮县, Pinyin Líntáo Xiàn) ist ein Kreis der bezirksfreien Stadt Dingxi in der chinesischen Provinz Gansu. Er hat eine Fläche von 2.853 Quadratkilometern und zählt 520.400 Einwohner (Stand: Ende 2018).
Die Majiayao-Stätte (Majiayao yizhi) der spätneolithischen Majiayao-Kultur und die Siwa-Stätte (Siwa yizhi) der bronzezeitlichen Siwa-Kultur stehen auf der Liste der Denkmäler der Volksrepublik China.